# Antonio Ramos
Antonio Ramos Medina (Málaga, 7 de enero de 1703-Málaga, 27 de noviembre de 1782) fue un arquitecto que destacó, principalmente, por ser el maestro mayor de la construcción de la catedral de Málaga, además de sus numerosas intervenciones en edificios religiosos de Málaga, entre los que podemos resaltar la iglesia de los Mártires y San Felipe o el palacio del Obispo. Su propuesta para evitar los frecuentes desbordamientos del río Guadalmedina, fue una salvación para la ciudad, puesto que constituía el peor azote por las catastróficas inundaciones que sus riadas provocaban.
Desde que llegasen los Reyes Católicos a Málaga en el siglo XV, la catedral ha sufrido un sinfín de obras y de modificaciones. Para situar al personaje de nuestra biografía nos remontaremos al año 1720 cuando la dirección de las obras corría de la mano del maestro mayor don José de Bada.
Antonio Ramos Medina comenzó a trabajar cómo asentador de piedra y más tarde como tallista de capiteles apenas cumplidos los 20 años. Era un hábil artesano y también una persona muy inclinada al estudio, convirtiéndose en eficaz ayudante del maestro Bada, que en el año 1728 lo nombró aparejador de la fábrica, cuando se estaban comenzando los cimientos de la Torre actualmente inconclusa. Un año después en 1729, Antonio Ramos contrajo matrimonio con salvadora Baguer y del matrimonio nacieron cinco hijos, cuatro de los cuales entraron en religión.
En 1756 fallece el maestro Bada, motivo por el cual después de 28 años de aparejador, y de las múltiples ocasiones en las que tuvo que suplir al maestro por sus achaques, considera que es el momento de solicitar el puesto de maestro mayor. Pero el Cabildo no tenía confianza en Ramos, por lo que el 19 de enero de 1756, días después de fallecer Bada, fue llamado a Málaga don Gaspar Cayón, maestro mayor de la Catedral de Cádiz para analizar la capacidad de Ramos para hacerse cargo de la dirección de las obras. Tras el examen, el candidato Gaspar fue rotundo en su respuesta considerándolo muy capaz de seguir la obra, ya que era un hombre que aún en vida el maestro granadino, constituyó el brazo derecho de la fábrica, pues sobre su persona se descargo todo el peso de la obra y hasta podíamos decir su dirección, por las repetidas ausencias de José de Bada. Consecuentemente Ramos fue nombrado maestro mayor.
En 1763, llegado el momento de realizar la unión de la parte nueva de la basílica con la antigua en la zona del crucero, su plan para ejecutar esta última fase de las obras no consiguió la aprobación de los capitulares, que decidieron recabar un informe del ingeniero militar Don José Lacroe, encargado por entonces de las obras del puerto. 
Dicho informe fue contrario al plan propuesto por Ramos, ante lo cual, tras obsequiar a Lacroe con 6 jamones y 12 botellas de vino francés en agradecimiento por su trabajo, el Cabildo solicitó al rey que enviara un arquitecto que fuera hábil en este tipo de construcciones. El designado fue don Ventura Rodríguez, que en aquellos momentos se ocupaba de la construcción de la Capilla del Pilar en la Basílica zaragozana. Ventura acompañado por tres criados, tardó 13 días en llegar a Málaga, donde permaneció entre el 12 de mayo y el 30 de junio, hospedándose en la fonda de Pedro Carrera.
Ramos llegó a poseer una extraordinaria biblioteca, con valiosos tratados de arquitectura y construcción. Sus amplios conocimientos le permitieron escribir una obra titulada ‘Sobre la gravitación de los arcos contra sus estribos y sobre el cálculo para la resistencia de éstos’.
En julio de 1782, don Antonio Ramos, que ya contaba con 80 años, mandó un escrito al cabildo catedralicio en el que exponía que habiendo cesado la obra desde el 17 de julio, se le conservase la mitad de su sueldo como jubilación. Desgraciadamente ese mismo año falleció.